# Гимн (стихотворение Ю. Словацкого)
«Гимн» (пол. Hymn) — одно из самых известных стихотворений Юлиуша Словацкого, которое было написано во время его путешествия из Греции в Египет, когда вечером плыл в Александрию. Стихотворение повествует о тоске поэта, живущего в ссылке и является типичным примером романтического мировоззрения.

## Интерпретация
Гимн начинается с обращения к Богу. Лирический субъект путешествует один, ему некому довериться, поэтому он говорит о своих чувствах Господу. Бог сотворил прекрасный мир, говорящий восхищается удивительными видами, но все равно грустит. Путешественник хотел бы увидеть свой родной район, но есть ощущение, что это больше не повторится. В следующих строфах лирический субъект описывает свою боль с помощью нескольких сравнений и метафор. Говорящий чувствует себя пустым ухом, бесцельно стоящим в поле. Держит прямую осанку, старается притворяться перед людьми сильным. Только Богу известно истинное лицо странника. В произведении присутствует материнский мотив, присутствующий и в других стихотворениях Словацкого, таких как «Do Matki» или «Rozłączenie». Чувства лирического субъекта напоминают отчаяние ребенка, которого вот-вот покинет мать. Оратор любуется прекрасным закатом, ценит совершенство божьего творения, но все же необычные пейзажи не в состоянии заполнить пустоту, ощущаемую лирическим субъектом. Путешественник знает, что через несколько часов встанет на следующий день, но не видит в этом шанса исправить свою судьбу. У лирического субъекта создается впечатление, что он сходит с ума, он уже много недель находится в море, не видя земли. Он чувствует себя кораблем, который не знает своего назначения и бесцельно бродит.
Мрак усугубляется видом летающих аистов, которые являются символом Польши. Говорящий страдает от того, что находится за сотни миль от родины. Пятая строфа самая драматичная. Лирический субъект размышляет о собственной жизни. Путешественник осознает неизбежно уходящее время и тщетность своего существования. У него нет своего дома, и он подозревает, что никогда не вернется на родину. Больше всего он боится быть похороненным за пределами родной страны. Он завидует праху своих предков, покоящимся на родной земле. Он знает, что многие его соотечественники молятся о его благополучном возвращении в страну, но считает эти усилия бессмысленными. Он с горечью заявляет, что никогда не вернется на родину. В последней строфе немного меняются чувства лирического субъекта. Великая грусть сменяется восхищением красотой мира. Человеческая жизнь хрупка и скоротечна, она ничего не значит по сравнению с божественной силой. Лирический субъект — истинный патриот, не употребляющий пафосных слов, а искренне тоскующий по родине.